# ミシェル・ウィー
ミシェル・ウィー（Michelle Sung Wie, 1989年10月11日 - ）は、アメリカ合衆国ハワイ州ホノルル出身の女子プロゴルファー。韓国系アメリカ人。185cmの長身を生かした抜群の飛距離を大きな持ち味とする選手。

## 人物・来歴

### アマチュア
大韓民国出身の両親の間に生まれた一人っ子。ハワイ生まれ・育ち。父のビョンウク・ウィーは交通工学者で元ハワイ大学マノア校観光学部教授（ペンシルベニア大学Ph.D.）、母のボは1985年度の韓国女子アマチュアゴルフチャンピオンで元ミスコリア。父方の祖父は航空工学者でソウル大学校名誉教授のサンキュ・ウィ博士。
父の手ほどきの下、4歳からゴルフを始め、5歳の時には100ヤードを飛ばした。14歳で「全米女子アマチュアパブリックリンクス」を制覇するなど、幼くして「天才少女」と呼ばれ、性別を除けばタイガー・ウッズ以上の才能の持ち主と賞賛された。
2002年からプロ選手のトーナメントに挑戦。2004年1月「ソニーオープン・イン・ハワイ」でPGAツアーの男子大会に出場する。2日間を「72・68」のスコアで回り、第2ラウンドを60台のスコアを記録したことで注目を集めたが、予選通過ラインに1打及ばず敗退。同年3月のクラフト・ナビスコ選手権で4位入賞。これらの活躍を評価され14歳のアマチュア選手でありながら、同年5月の第5回「ローレウス世界スポーツ賞最優秀新人賞」を授与された。全米女子オープンでは過去に例のない「予選免除」での出場を認められた。しかし、2004年8月の「全米女子アマチュア選手権」ではマッチプレー2回戦敗退に終わっている。
2005年全米女子プロゴルフ選手権には主催者推薦出場枠で出場し、15歳で2位入賞。同年7月の第3週に行われた男子のアマチュア大会「全米アマチュア・パブリック・リンクス」では準々決勝進出。この大会の優勝者にはマスターズの招待資格が与えられるため、ウィーは女子選手初の同大会出場を狙っていた。全英女子オープンにも「特別招待選手」として出場し3位に入った。
2007年6月にプナホウ・スクールを卒業。同年9月からスタンフォード大学へ進学した。学業との両立を聞かれ「大学へ行かないという選択肢は考えられない」と述べた。大学にはゴルフのオフシーズンにしか通わなかったがコミュニケーション学を専攻し2012年6月に卒業した。学位は文学士（コミュニケーション学専攻）。
2013年2月21日、韓国法務部の許可を得て、韓国国籍を離脱しアメリカ国籍となった。米国生まれの為、米国と韓国との二重国籍の状態を解消した。

### プロ
2005年10月5日、16歳の誕生日の6日前にホノルルでプロ転向を表明した。プロ転向初戦となった「サムスン世界選手権」ではスコアの過少申告（第3ラウンド、7番ホール）で失格となる。同年11月に高知県の「Kochi黒潮カントリークラブ」で行われた日本ゴルフツアーの男子大会「カシオワールドオープン」でも、4オーバーパー（+4, 148ストローク）で予選を通過できなかった。
2006年2月20日付で女子ゴルフにも世界ランキング制度がスタートし、ミシェル・ウィーは最初のランキングで3位に入った。翌週の2月27日には2位となった。この順位は、彼女の獲得ポイントを単純に出場試合数で割り算した平均点であった。しかし、同年8月8日付から世界ランキングの算定方法が変更され、出場試合数の少ない選手でもすべて「35」で割り算する方式を採用。全英女子オープン終了後、新方式に基づく世界ランキングでロレーナ・オチョア（メキシコ）が2位となり、ウィーは7位に後退した。この年も11月のカシオワールドオープンに招聘を受けたが、予選2日間で17オーバーパー（+17, 161ストローク）をたたいて予選落ちした。
2007年、ウィーは両手首に故障を抱え、ゴルフ成績が一気に急降下した。彼女の2007年度メジャー大会成績は以下の通りである。
- クラフト・ナビスコ選手権：不参加
- 全米女子プロゴルフ選手権：84位（決勝ラウンド進出者では最下位）
- 全米女子オープン：初日1ラウンドで途中棄権（第1ラウンドのスコア：82、11オーバー）
- 全英女子オープン：予選落ち（2日間のスコア：73＋80＝153ストローク、7オーバー。カットラインに2打足りず）

この結果、彼女の世界ランキングも急降下し、2008年3月24日付でついにTop100位から落ちた。2008年度のメジャー大会は、出場できたのは全米女子オープンのみで、予選落ちに終わる。7月の「ステートファーム・クラシック」では、3日目終了時点で2位に付け、ようやく復調の兆しを見せたのだが、その後、2日目の競技終了後スコアカードに署名を忘れるミスを犯したことが発覚し、失格となった。この失態の直後、8月4日付の世界ランキングで自己ワースト順位の「310位」を記録する。ようやく2008年度のLPGAツアー「クオリファイイング・トーナメント」（シード権獲得のための資格試験）に合格し、2009年度のツアーシード権を獲得した。合格者は20名で、ウィーは7位で予選会を突破した。
2009年、LPGAツアー開幕戦のSBSオープンでは首位から3打差の2位となった。同年のロレーナ・オチョア招待で初優勝した。
2010年にはカナディアン女子オープンで2勝目をあげた。
2014年のクラフト・ナビスコ選手権で2位となり、ひさびさの上位進出となった。2014年の全米女子オープンは、前週の全米オープンと同じコースであるパインハーストNo.2で開催され、グリーン上は男子と女子が同じ条件でプレイして話題となった大会だが、ウィーはこの大会で念願のメジャー初勝利を果たした。

## プロ勝利数 （5勝）

### LPGAツアー勝利数 （5勝）
| No. | 日付           | トーナメント名                         | スコア                | 打差     | 2位(タイ)                                                          |
| --- | -------------- | -------------------------------------- | --------------------- | -------- | ------------------------------------------------------------------ |
| 1   | 2009年11月15日 | ロレーナ・オチョア・インビテーショナル | −13 (70-66-70-69=275) | 2打差    | ポーラ・クリーマー                                                 |
| 2   | 2010年8月29日  | カナディアン女子オープン               | −12 (65-69-72-70=276) | 3打差    | 李知映, クリスティ・マクファーソン, スーザン・ペターセン, 申ジエ   |
| 3   | 2014年4月19日  | LPGAロッテ選手権                       | −14 (70-67-70-67=274) | 2打差    | アンジェラ・スタンフォード                                         |
| 4   | 2014年6月22日  | 全米女子オープン                       | –2 (68-68-72-70=278)  | 2打差    | ステイシー・ルイス                                                 |
| 5   | 2018年3月4日   | HSBC女子世界選手権                     | −17 (67-73-66-65=271) | 1 stroke | ブルック・ヘンダーソン, ダニエル・カン, ネリー・コルダ, Jenny Shin |

## テレビドラマ出演
- Hawaii Five-0 - シーズン 5 第16話「 業火 」 に本人役としてゲスト出演